# Eragrostis stagnalis
Eragrostis stagnalis är en gräsart som beskrevs av Michael Lazarides. Eragrostis stagnalis ingår i släktet kärleksgrässläktet, och familjen gräs. Inga underarter finns listade i Catalogue of Life.